# Crocidophora pallidulalis
Crocidophora pallidulalis là một loài bướm đêm trong họ Crambidae.